# خافيير ديل بينو غونزاليس
خافيير ديل بينو غونزاليس (بالإسبانية: Javier Del Pino)‏ (10 يوليو 1980 في إسبانيا - ) هو لاعب كرة قدم إسباني في مركز الهجوم. لعب مع أتلتيكو مدريد ب وأتلتيكو مدريد ورايو ماخاداهوندا ونادي خيريث ونومانسيا وأتلتيكو مدريد ج.

## وصلات خارجية
- خافيير ديل بينو غونزاليس على موقع قاعدة بيانات كرة القدم.إي يو (الإنجليزية)
- خافيير ديل بينو غونزاليس على موقع Soccerway.com (الإنجليزية)
- خافيير ديل بينو غونزاليس على موقع AS.com (الإسبانية)